# Kindberg
Kindberg is een stad in de Oostenrijkse deelstaat Stiermarken, en maakt deel uit van het district Bruck-Mürzzuschlag. Kindberg telt 8197 inwoners (2022) en ligt in het dal van de Mürz, halverwege Bruck an der Mur en Mürzzuschlag. Het heeft een station aan de Südbahn.
Kindberg heeft sinds 1982 de status van stad. In 2015 werden Allerheiligen im Mürztal en Mürzhofen bij Kindberg gevoegd.
Stadsgemeenten:
Bruck an der Mur · Kapfenberg · Kindberg · Mariazell · Mürzzuschlag

Marktgemeenten:
Aflenz · Breitenau am Hochlantsch · Krieglach · Langenwang · Neuberg an der Mürz · Sankt Barbara im Mürztal · Sankt Lorenzen im Mürztal · Sankt Marein im Mürztal · Thörl · Turnau

Overige gemeenten:
Pernegg an der Mur · Spital am Semmering · Stanz im Mürztal  · Tragöß-Sankt Katharein
- Gemeinsame Normdatei: 4314291-6
- Library of Congress Control Number: n86026907
- MusicBrainz: 598f9ed3-b589-4884-861e-83c42cd8c1ab
- Nationale Bibliotheek van Israël: 987007567098405171
- Virtual International Authority File: 131429996
- WorldCat: E39PBJcKJqq8BRMF3bMH98FBT3